# Hareova kvóta
Hareova kvóta je nejjednodušším a nejrozšířenějším typem volební kvóty, podle níž se provádí výpočet volebního (mandátového) čísla, tedy určení minimální hranice množství hlasů potřebných k zisku mandátu v rámci prvního skrutinia, a to ve vícemandátových volebních obvodech. Vypracoval ji anglický matematik Thomas Hare.

## Hareho kvóta

### Výpočet volebního (mandátového) čísla
Počet všech platných hlasů, které byly odevzdány v konkrétním volebním obvodě je vydělen počtem mandátů náležících na tento volební obvod.
Volební (mandátové) číslo
{\displaystyle {\rm {V}} \over {\rm {S}}}
- V = celkový počet platných hlasů v konkrétním volebním obvodu
- S = počet mandátů v konkrétním volebním obvodu

## Hare-Niemeyerova kvóta
Hareho kvótu modifikoval německý matematik Horst Niemeyer. Tato kvóta je částečně aplikována v Německu.

### Výpočet volebního (mandátového) čísla
Počet všech platných hlasů, které byly odevzdány jednomu politickému subjektu v konkrétním volebním obvodě je vynásoben počtem mandátů náležících na tento volební obvod. Tento výsledek je pak vydělen počtem všech odevzdaných hlasů v daném obvodě.
Volební (mandátové) číslo
{\displaystyle {\rm {PxS}} \over {\rm {O}}}
- P = celkový počet hlasů odevzdaných jednomu politickému subjektu v konkrétním volebním obvodě
- S = počet mandátů v konkrétním volebním obvodu
- O = celkový počet odevzdaných hlasů v konkrétním volebním obvodu